# Pierwouralsk
Pierwouralsk (ros. Первоуральск) – miasto w Rosji (obwód swierdłowski), na Uralu, nad Czusową.
Z około 800 wyprowadzonych ze lwowskich więzień 22 czerwca 1941 niedobitków więźniów NKWD, do miasta dotarła grupa 248 osób.
Liczba mieszkańców w 2020 roku wynosiła 120 tys.
Przez miasto przebiega granica między Europą a Azją. 
W mieście rozwinął się przemysł maszynowy.

## Galeria

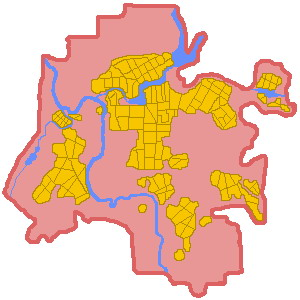
Mapa miasta
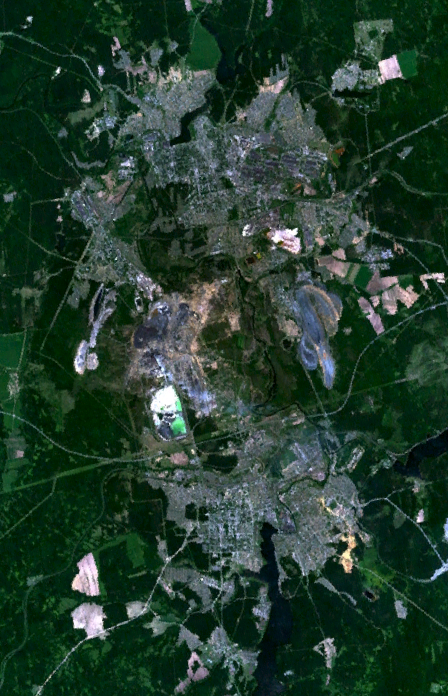
Widok satelitarny
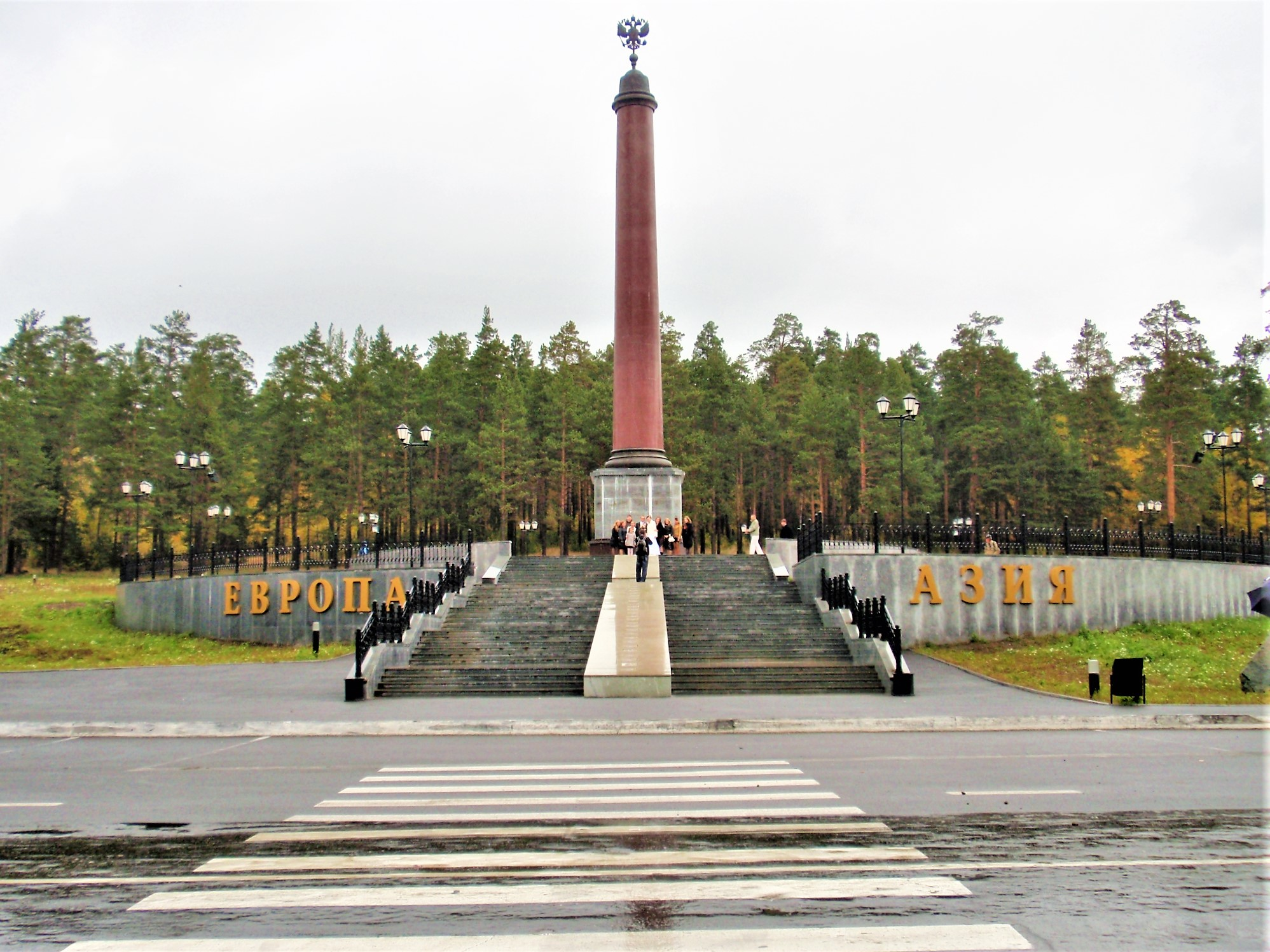
Granica Europa-Azja (Европа-Азия) w Pierwouralsku